# Andrew MacMillan
Andrew „Andy“ MacMillan (* 11. Dezember 1928 in Glasgow; † 16. August 2014 ebenda) war ein britischer Architekt im Bauatelier Gillespie, Kidd & Coia und Hochschullehrer.

## Leben und Wirken

### Herkunft und Bildung
Andrew MacMillan besuchte als Sohn eines Eisenbahners die Maryhill Public School. Nach seinem sein Abitur an der School North Kelvinside Secondary School und Examen bei der Glasgow Corporation, damals eines der größten öffentlichen Nahverkehrsnetze, traf er den Entschluss, Architekt zu werden. Er nahm 1945 sein Studium an der Glasgow School of Art auf. Dort begann seine lebenslange Freundschaft mit Isi Israel Metzstein, einem Schüler, Mitarbeiter von Jack Coia, dem Inhaber des Bauateliers Gillespie, Kidd & Coia.

### Beruflicher Werdegang
Nachdem MacMillan sieben Jahre für die Glasgow Corporation, dann ab 1952 für die East Kilbride New Town Development Corporation gearbeitet hatte, wurde er 1954 Mitarbeiter von Gillespie, Kidd & Coia und Partner von Metzstein. Jack Coia, der sich aus Altersgründen aus dem aktiven Berufsleben zurückzog, überließ ‚Andy und Isi‘ ab 1966 die Federführung im Bauatelier. MacMillan und Metzstein verwirklichten bis 1980 eine Reihe bemerkenswerter römisch-katholischer Kirchen wie die St. Bride’s in East Kilbride (1963–64) und das Priesterseminar St. Peter’s seminary. Sie bauten auch eine Reihe wichtiger Universitätsgebäude wie die Wohnheime The Lawns der Universität Hull (1963–67), die Erweiterungen des Wadham College der Universität Oxford (1971–77) und des Robinson College in Cambridge (1974–80). In ihrem Schaffen zugleich von Le Corbusier, dem viktorianischen Glasgow, dem mittelalterlichen Urbanismus und der Abstraktion beeinflusst, entwarfen MacMillan und Metzstein, wie dieser stets hervorhob, von Grund auf neu.

### Akademische Laufbahn
1973 wurde MacMillan Professor für Architektur an der University of Glasgow und zum Leiter der Mackintosh School of Architecture ernannt. Durch ihn erlangte die Schule internationales Ansehen. 1986 war er Davenport Visiting Professor an der Yale University, von 1980 bis 1985 Vizepräsident für Bildung am Royal Institute of British Architects. Auch lehrte er als Gastprofessor in Mexiko, Kolumbien, Chile, Singapur und Japan. Er war maßgeblich an der Gründung der neuen Architekturschule in Dublin beteiligt. In späteren Jahren setzte MacMillan sein Wirken in der RIBA, der RIAS und der Royal Scottish Academy fort, in das er 1990 berufen wurde.

### Auszeichnungen
1992 wurde er mit dem Order of the British Empire geehrt und 2008 zusammen mit Metzstein von der RIBA für ihr Lebenswerk ausgezeichnet. MacMillan erhielt kurz darauf den Annie Spink Award des RIBA für Verdienste um die Architekturausbildung.

## Sonstiges
Andrew McMillan war seit 1955 mit Angela McDowell und hatte mit ihr vier Kinder. Ab 2002 bis 2014 leitete er jedes Jahr den RIAS Andrew Doolan Best Building Award.

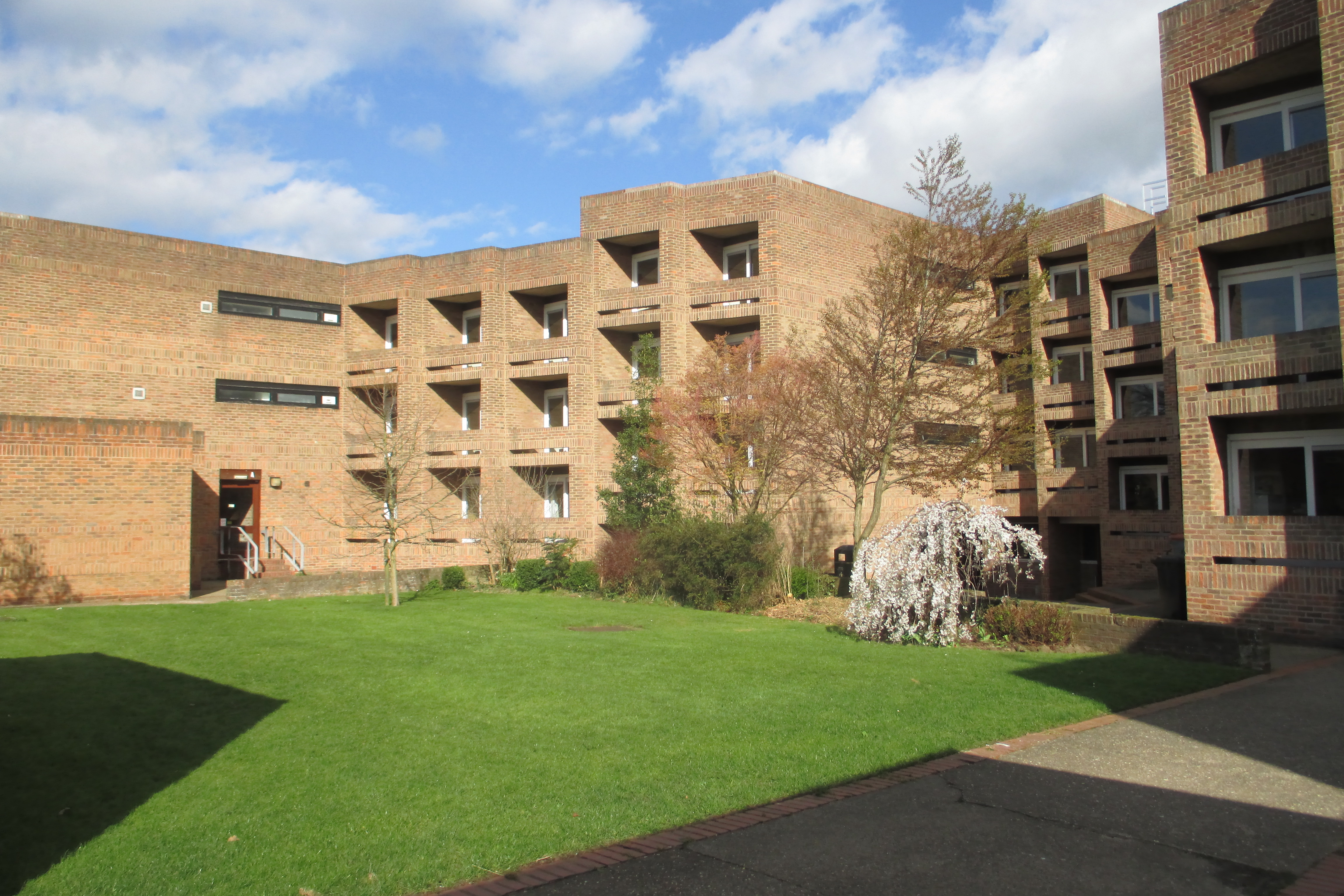
The Lawns, University of Hull

## Bauten (Auswahl)
- 1960er Jahre: The Lawns, University of Hull